# Lloyd Doesburg

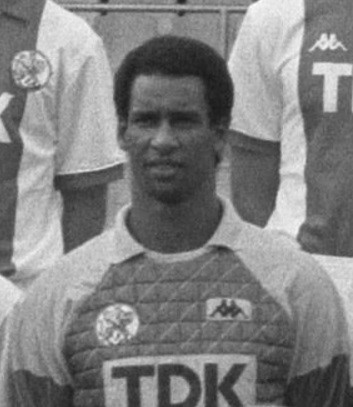
Lloyd Doesburg im Jahr 1988

Lloyd Doesburg (* 29. April 1960; † 7. Juni 1989 bei Zanderij) war ein surinamisch-niederländischer Fußballtorhüter. Er spielte als Profi bei SBV Vitesse in Arnheim, SBV Excelsior in Rotterdam und AFC Ajax in Amsterdam. Doesburg starb beim Absturz von Surinam-Airways-Flug 764 mit weiteren Spielern der Kleurrijk Elftal, einer Auswahl von Fußballspielern mit surinamischen Wurzeln, die in Paramaribo an einem Turnier teilnehmen wollte.

## Biografie
Doesburg spielte bis 1981 für USV Elinkwijk, anschließend war er fünf Jahre lang bei Vitesse Arnheim in der Eerste Divisie. Hier erhielt er aufgrund seiner Reflexe seinen Spitznamen de Kat („die Katze“) und wurde schnell zum Publikumsliebling, nicht nur weil er schon in einem seiner ersten Spiele vor der Saison gegen NEC im Finale des Gelderland-Pokals im Elfmeterschießen drei der Strafstöße hielt. Da bei Vitesse zu dieser Zeit noch kein Spieler Vollprofi war, musste er tagsüber als Eisenflechter auf dem Bau arbeiten. An manchen Tagen kam er in voller Bauarbeitermontur zum Training. Nach Streitigkeiten mit Trainer Hans Dorjee wechselte er zur Saison 1986/87 als Ersatz für den verletzten Carlo l’Ami zu Excelsior Rotterdam, für die er 24-mal in der Eredivisie zum Einsatz kam. Da der Verein sein Gehalt zur nächsten Spielzeit erheblich kürzen wollte, verlängerte er nicht bei Excelsior, sondern blieb einige Monate arbeitslos als Hausmann daheim. Erst direkt vor der Spielzeit 1987/88 erhielt er einen Anruf von Ajax-Trainer Johan Cruijff, der ihn als Ersatz für den abwandernden Fred Grim als zweiten Torhüter hinter Stanley Menzo zu Ajax Amsterdam holte.

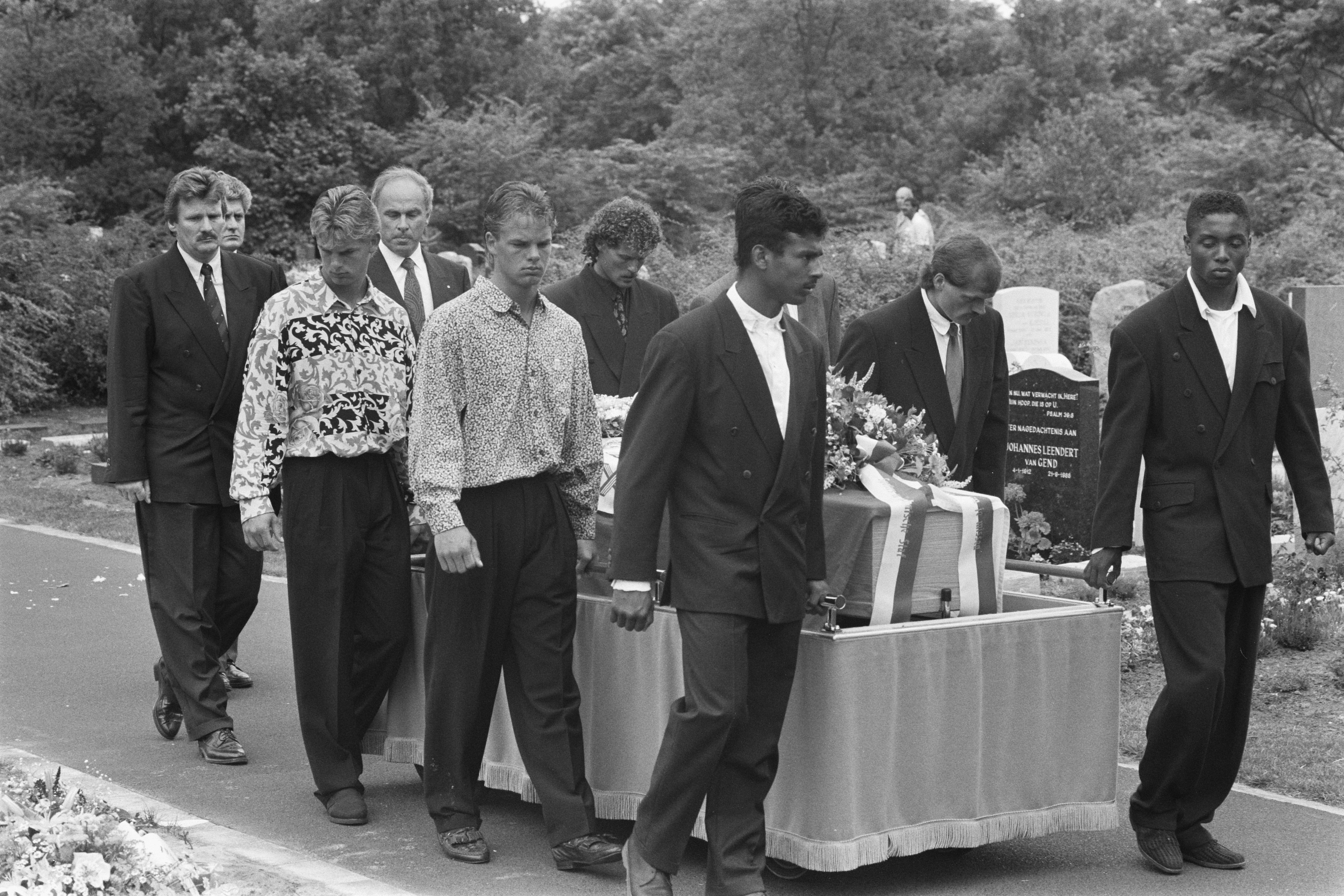
Beerdigung Lloyd Doesburg

Cruijff führte in dieser Zeit den „spielenden“ Torhüter ein, der bei Angriffen als „letzter Mann“ fungieren konnte. Diese Spielweise kam Doesburg entgegen; noch bei USV Elinkwijk war er oftmals als Feldspieler eingesetzt worden und hatte 1981, in einem seiner letzten Spiele für den Verein aus dem Utrechter Norden, sogar den Mittelstürmer ersetzen müssen. Dabei sorgte er nach einem 1:2-Rückstand mit zwei Kopfballtreffern für das 3:2 seiner Mannschaft. Doesburg profitierte in Amsterdam vom Torwarttraining unter Frans Hoek und war für die zweite Mannschaft gesetzt. Für die erste Mannschaft der Amsterdamer machte er jedoch lediglich fünf Spiele, davon eins in der Eredivisiesaison 1987/88. Zum letzten Mal stand er am 27. März 1989 gegen HFC Haarlem zwischen den Pfosten der Ajacieden, wobei er keinen Gegentreffer zuließ. 
Am 7. Juni 1989 nahm Doesburg als einziger Spieler eines der europäischen Topvereine an der Flugreise der Kleurrijk Elftal nach Suriname teil, die in Paramaribo zu einem Freundschaftsturnier antreten sollte. Weder Ruud Gullit noch Frank Rijkaard oder Aron Winter, die ebenfalls eingeladen waren, bekamen eine Freigabe ihrer Vereine. Henny Meijer und Doesburgs Vereinskamerad Stanley Menzo waren bereits früher nach Suriname gereist. Die Douglas DC-8 der SLM mit 18 Fußballspielern unter den 187 Menschen an Bord stürzte beim Landeanflug auf den Johan Adolf Pengel International Airport ab. Doesburg war eines der 176 Todesopfer des Flugunfalls.
Lloyd Doesburg wurde am 22. Juni 1989 unter Teilnahme der gesamten Ajax-Profimannschaft in Utrecht zu Grabe getragen. Sechs der Mannschaftskameraden trugen Doesburgs Sarg. „Wir blieben, bis der Sarg in der Erde verschwunden war. Das hatte ich zuvor nie erlebt, und es war sehr ergreifend,“, erinnerte sich Jan Wouters einige Jahre später.
Zur Erinnerung an den Torhüter veranstaltet die Gemeinde Lelystad, in der Doesburg wohnte, an jedem Neujahrstag einen Wettstreit um den Lloyd Doesburg bokaal für den besten Elfmeterschützen. Doesburg hatte beim ersten Neujahrsfußballwettstreit, der seit 1989 alljährlich zwischen einer All-Star-Mannschaft des VV Unicum und einem Team der Gemeinde ausgetragen wird, beim VV Unicum im Tor gestanden.